# Света Богородица Моливдоскепастис
„Света Богородица Моливдоскепастис“ край Моливдоскепастос (Депалица) се намира на 250-300 m от албано-гръцката граница в дем Коница.

## Местоположение
Манастирът се намира на устието на река Аоос във Вовуса и в подножието на планината Немърчка. Името на манастира идва от оловните плочи, заменени от каменни плочи, които са покривали покрива на манастирската църква в миналото.

## История
Манастирът, според традицията, е основан от император Константин IV Погонат при завръщането му от експедицията в Сицилия (671-672 г.) и е по-късно възстановен от император Андроник Палеолог.
В 1536/1537 година манастирът е изписан от зографа Евстатиос Якову, протонотарий на Арта. В 1552 година той изписва и параклиса „Свети Йоан Богослов“ на манастира „Света Богородица Мавровска“ край Костур.
В началото на управлението на Сюлейман Великолепни, през 1522 година, манастирът е реновиран. Манастирът е бил седалище на Погонианската епархия от XII до XVII век. От XIV век тук се развива калиграфска школа.
Сегашният манастир е обновен и с две камбанарии и хубава градина. Църквата му е във византийски стил, с висок купол и запазени фрески от XIII до XVIII век, а в западната част на притвора има фрески, изобразяващи Константин Погонат и Андроник Палеолог.
Иконостасът на църквата е запазен от стар мрамор. Манастирът е действащ мъжки и чества храмовия си празник всяка година в средата на август – 15 август. Предхожда се от бдение в нощта на 14 август и се чака до разсъмване.